# Феринг, Кеннет
Кеннет Феринг (англ. Kenneth Flexner Fearing) — американский писатель. 
Родился в штате Иллинойс, в семье успешного чикагского адвоката. Воспитывался в основном своей тётей, так как его родители развелись, когда ему был один год. Был редактором студенческой газеты. После учёбы в университете Феринг переехал в Нью-Йорк, где начал свою литературную карьеру. Писал в разных жанрах, от фантастики до коммерческой эротики, по центу за слово. Некоторые его книги были экранизированы (например, «Большие часы», 1948).
Был несколько раз женат и разведён. Умер в больнице, в 1961 году, от злокачественной меланомы.

### Поэзия
- Angel Arms, Coward McCann (New York, NY), 1929.
- Poems, Dynamo (New York, NY), 1935.
- Dead Reckoning: A Book of Poetry, Random House (New York, NY), 1938.
- Collected Poems of Kenneth Fearing, Random House, 1940.
- Afternoon of a Pawnbroker and Other Poems, Harcourt (New York City), 1943.
- Stranger at Coney Island and Other Poems, Harcourt, 1948.
- New and Selected Poems, Indiana University Press (Bloomington), 1956.
- Complete Poems, ed. Robert M. Ryley, National Poetry Foundation (Orono, Maine), 1994.

### Романы
- The Hospital, Random House, 1939.
- Dagger of the Mind, Random House, 1941, as Cry Killer!, Avon (New York, NY), 1958.
- Clark Gifford's Body, Random House, 1942.
- The Big Clock, Harcourt, 1946, as No Way Out, Perennial (New York, NY), 1980.
- (With Donald Friede and H. Bedford Jones under joint pseudonym Donald F. Bedford) John Barry, Creative Age Press (New York, NY), 1947.
- Loneliest Girl in the World, Harcourt, 1951, as The Sound of Murder, Spivak (New York, NY), 1952.
- The Generous Heart, Harcourt, 1954.
- The Crozart Story, Doubleday, 1960.

### Очерки
- "Reading, Writing, and the Rackets." New and Selected Poems. Bloomington: Indiana UP, 1956, ix–xxiv.
- "The Situation in American Writing: Seven Questions." Partisan Review, Summer 1939, 33–35.

## Экранизации
- Большие часы (1948)
- Полицейский кольт «Питон 357» (1976)
- Нет выхода (1987)